# Synechtria
Synechtria (syllestium) - rodzaj zależności między gatunkami, polegający na współżyciu gatunków owadów z innymi gatunkami owadów społecznych (lub gatunków owadów społecznych z innymi owadami społecznymi). 
Synechtria może polegać na drapieżnictwie, pasożytnictwie lub saprofitycznych zależnościach.
Zobacz też: zależności międzygatunkowe, synechtry, owady drapieżne